# Griseosphinx marchandi
Griseosphinx marchandi là một loài bướm đêm thuộc họ Sphingidae. Loài này có ở Việt Nam.
Chiều dài cánh trước khoảng 36 mm. Nó gần giống loài Griseosphinx preechari nhưng lớn hơn.